# برتران بديع
برتران بديع (مواليد 14 مايو 1950) (بالفرنسية: Bertrand Badie)‏ هو أستاذ العلاقات الدولية في معهد الدراسات السياسية بباريس، وأستاذ باحث في مركز الدراسات والأبحاث الدولية. يعتبر أحد المهتمّين عن قرب بالثورات العربية وبقضايا الشرق الأوسط عموماً.

## مؤلفاته
- سوسيولوجيا ماكس فيبر (1990)
- الدولتان - الدولة والمجتمع في الغرب وفي دار الإسلام (1996)
- عالم بلا سيادة - الدولة بين المراوغة والمسئولية (2001)
- الدولة المستوردة؛ غربنة النصاب السياسي (2006)
- أوضاع العالم 2013 حقائق القادة والأسباب الحقيقية للتوترات في العالم - بالاشتراك مع دومينيك فيدال (2013)
- السياسة المقارنة - بالاشتراك مع غي هيرمت (2013)
- زمن المذلولين- باثولوجيا العلاقات الدولية (2015)

## وصلات خارجية
- Les activités de Bertrand Badie نسخة محفوظة 19 يوليو 2012 على موقع واي باك مشين. sur le site de l’École doctorale de Sciences Po
- Bertrand Badie sur le site du Centre d’études et de recherches internationales
- Cours Espace mondial à l’IEP de Paris
- MOOC Espace mondial, a French vision of Global Studies (en anglais) sur Coursera.
- Anna Leander, « Bertrand Badie: Cultural Diversity Changing International Relations », dans Iver B. Neumann, Ole Waever (dir.), The Future of International Relations. Masters in the Making?, Routledge, Londres, 1997